# Christopher Gillis
Christopher Gillis (Montreal, 26 febbraio 1951 – New York, 7 agosto 1993) è stato un ballerino e coreografo canadese.

## Biografia
Christopher Gillis nacque a Montreal, figlio degli sciatori olimpici Gene Gillis e Rhona Wurtele e fratello della ballerina Margie Gillis e del giocatore di hockey Jere Gillis. Dopo gli studi, Gillis si unì alla Paul Taylor Dance Company, di cui divenne uno dei ballerini e coreografi più acclamati. Gillis danzò con la compagnia dal 1976 al 1991 e dal 1982 al 1993 creò le coreografie per una dozzina di balletti della compagnia; molte delle sue coreografie sono entrate nel repertorio della compagnia e continuano ad essere portate in scena.
Dichiaratamente omosessuale, Gillis morì per complicazioni dell'AIDS nel 1993 all'età di quarantadue anni.

## Coreografie
- Thin Ice (1982)
- VeRS La Glace (1986)
- Paean (1987)
- Spell It Out (1988)
- Luvs Alphabet (1989)
- Curbs & Corridors (1990)
- Icarus At Night (1991)
- Andalusian Green (1992)
- Ghost Stories (1985)
- Landscape (1993)
- Ne Me Quitte Pas (1993)